# Record dell'ora

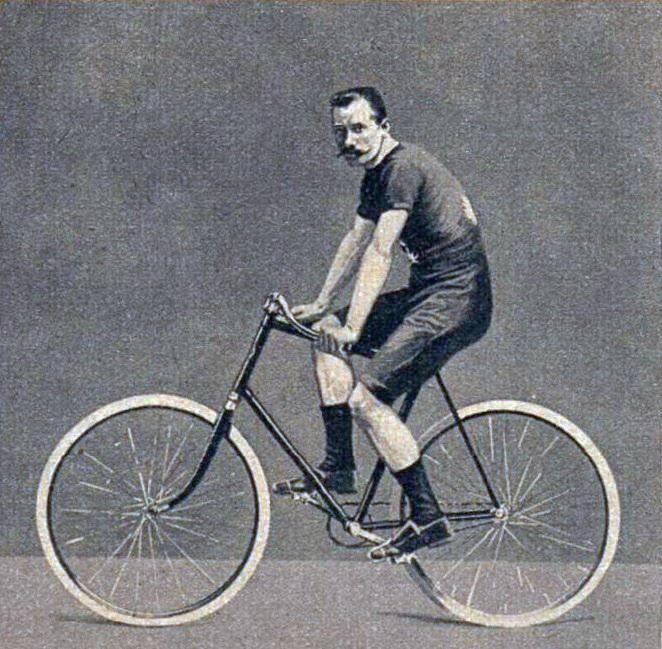
Henri Desgrange nel 1893

Il record dell'ora è una disciplina del ciclismo su pista in cui il ciclista all'interno di un velodromo gareggia contro il tempo, con partenza da fermo, percorrendo la maggiore distanza che gli è possibile nel corso di un'ora: si tratta di una gara individuale, in cui l'atleta tenta di stabilire un nuovo primato, secondo lo stesso  principio regolatore delle gare a cronometro disputate nell’ambito del ciclismo su strada.
Il fatto che la partenza avvenga da fermo comporta che generalmente l'avvio sia piuttosto lento, poiché per lo più si usano bici da pista a scatto fisso, e il regolamento prevede che la distanza finale percorsa venga stabilita rilevando il tempo alla conclusione del giro successivo dopo lo scattare del sessantesimo minuto di corsa. La scelta del rapporto è un fattore molto importante, affinché il ciclista possa esprimersi al massimo delle sue potenzialità. Gli attuali primatisti dell'ora sono gli italiani Filippo Ganna con 56,792 km in campo maschile e Vittoria Bussi con 50,267 km in campo femminile; soltanto nel 1958, e per appena due giorni, atleti dello stesso Paese avevano detenuto in contemporanea i due record.

## Storia

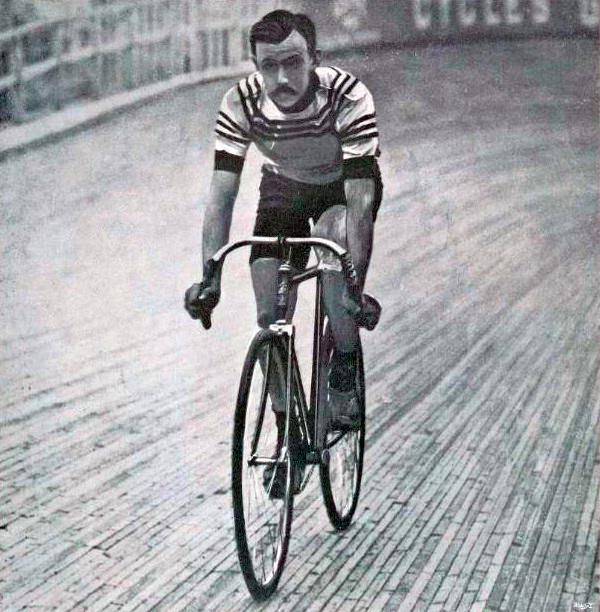
Lucien Petit-Breton durante il suo record dell'ora

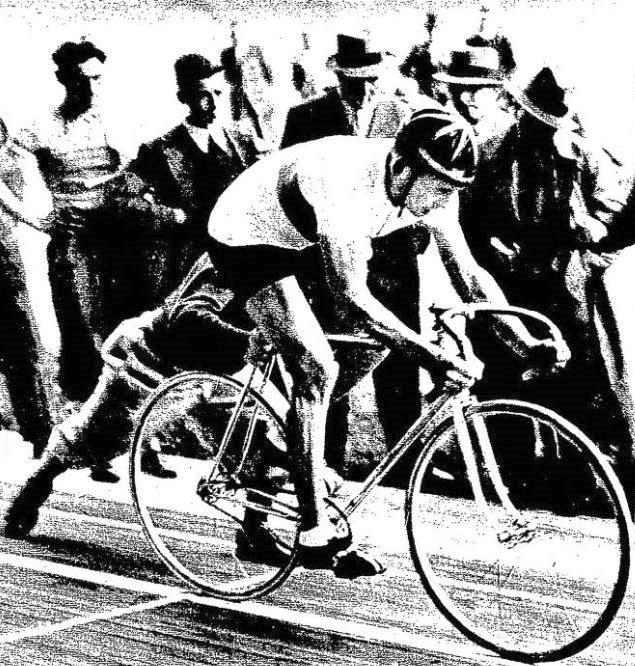
Maurice Richard e il suo record dell'ora

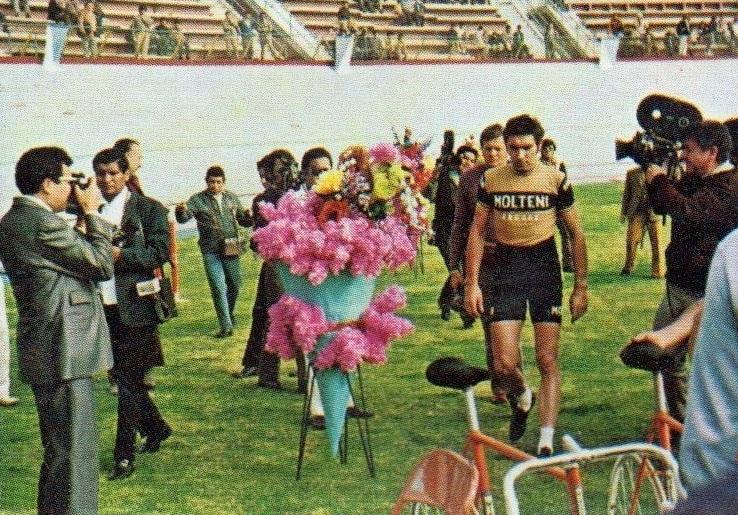
Eddy Merckx nel suo record dell'ora

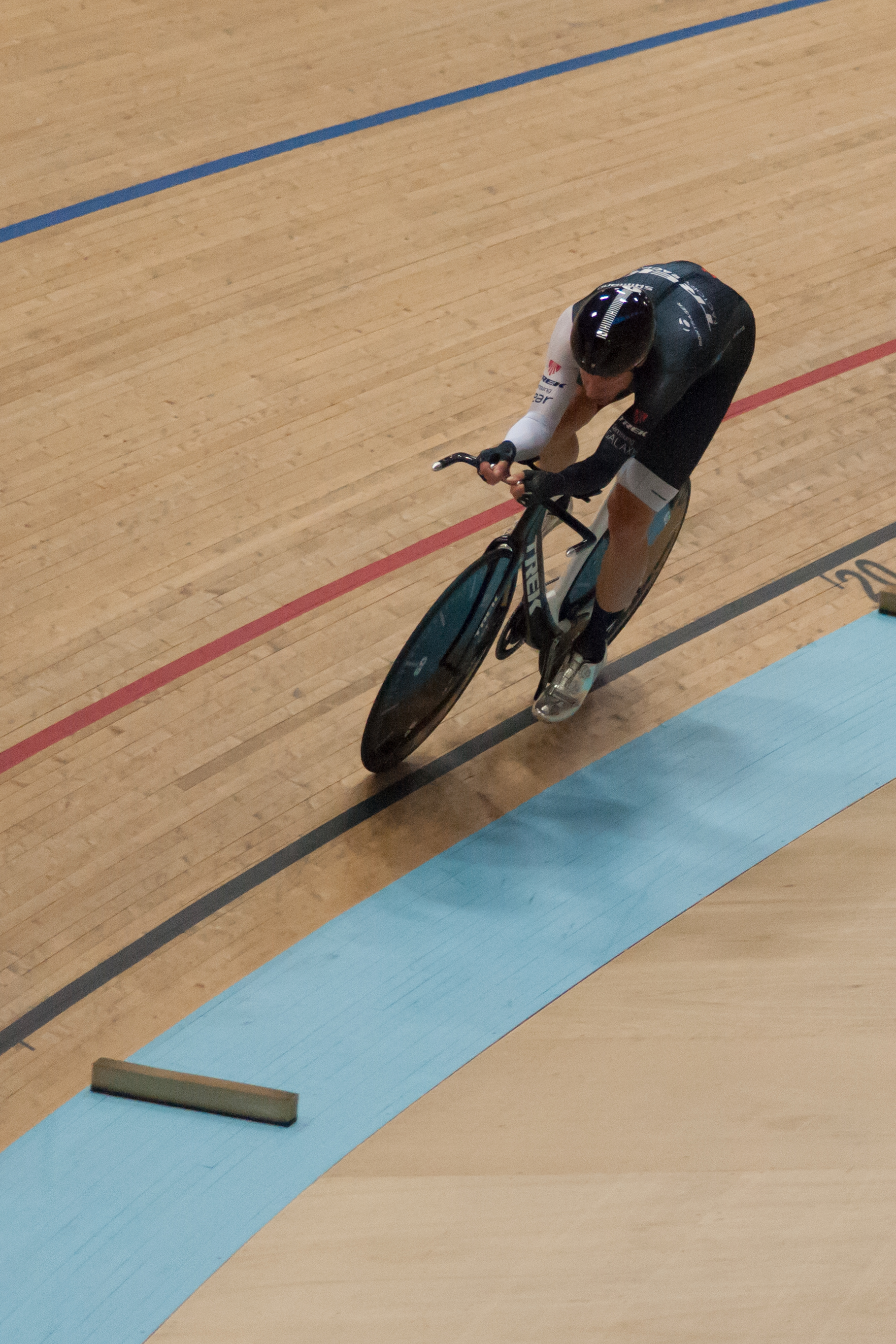
Jens Voigt, durante il suo record dell'ora

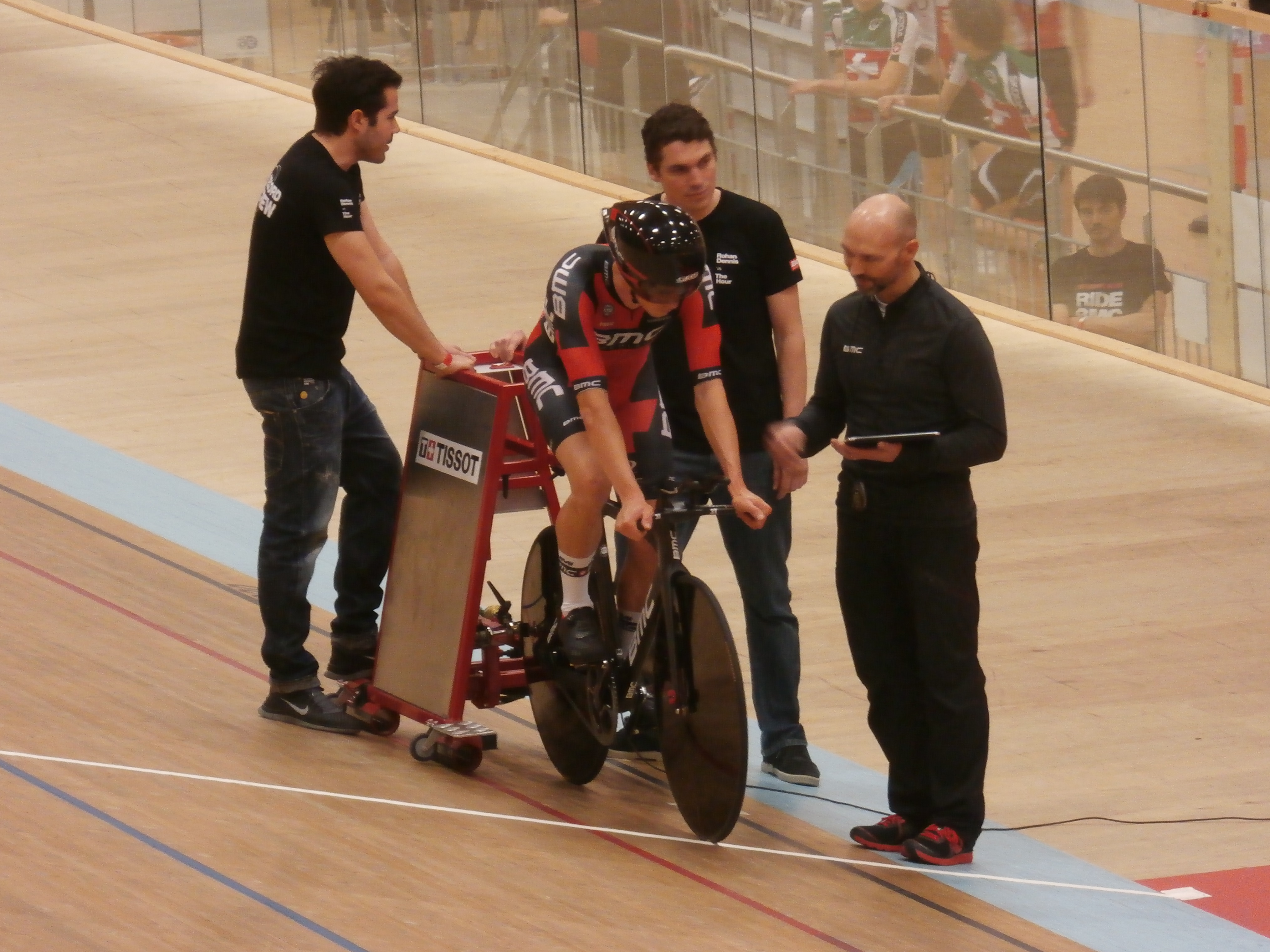
Rohan Dennis, alla partenza del suo record dell'ora

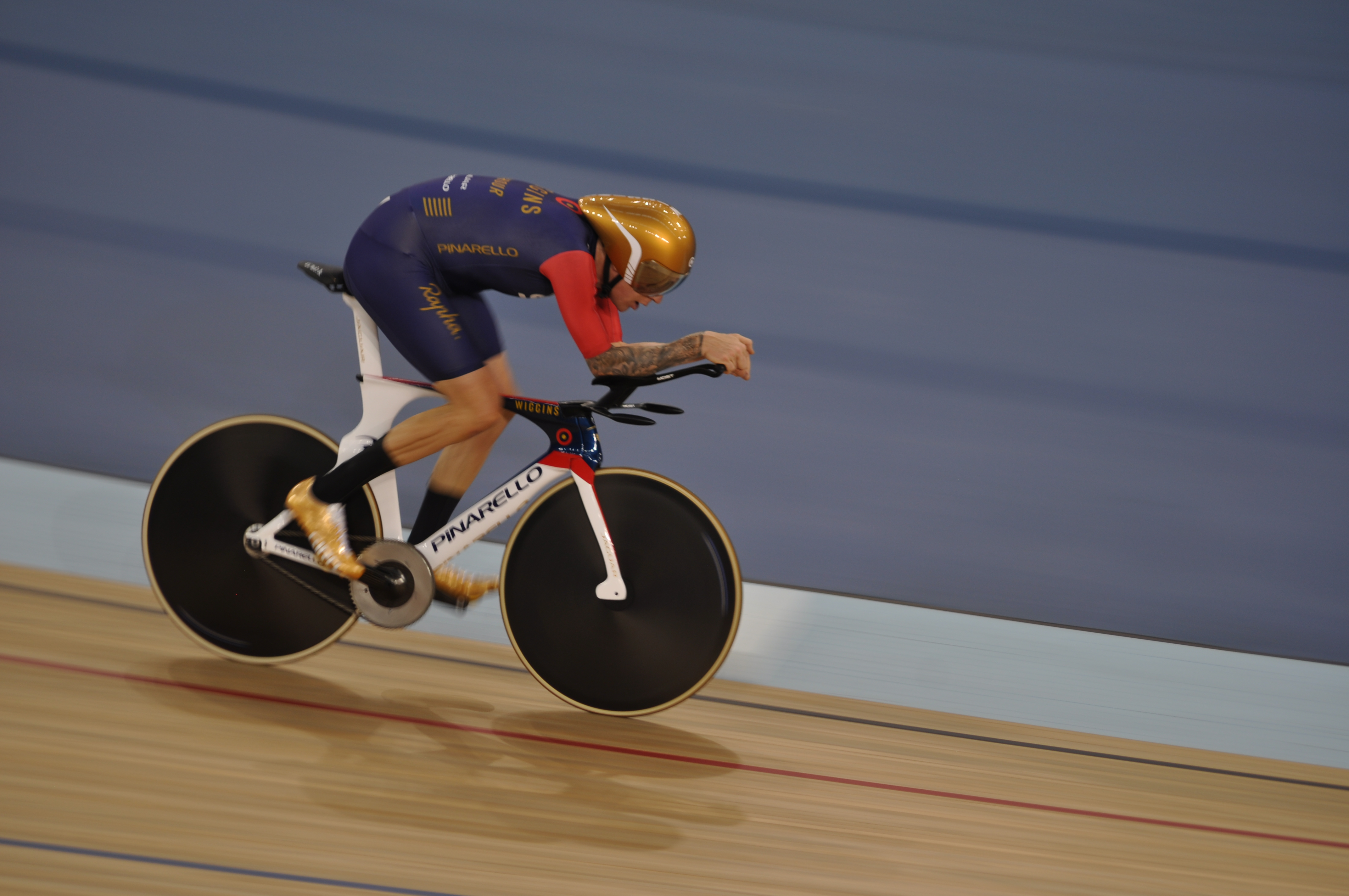
Bradley Wiggins, durante il record dell'ora

La prova del record dell'ora fu ideata nel 1893 dal giornalista e ciclista francese Henri Desgrange, futuro patron e ideatore del Tour de France, che fu anche il primo ad affrontarla, percorrendo 35,325 km sulla pista parigina del velodromo Buffalo. In seguito la prova acquistò sempre maggiore notorietà e vi si cimentarono molti dei più grandi ciclisti di ogni tempo. Già alla fine del XIX secolo il record superò la barriera dei 40 chilometri, arrivando alla vigilia della prima guerra mondiale a 44,247 chilometri con Oscar Egg. Questo storico record durò quasi vent'anni, finché, negli anni trenta, fu più volte superato da Giuseppe Olmo, che nel 1935 oltrepassò la barriera dei 45 chilometri.
Da ricordare il record stabilito nel 1933 da Francis Faure su una bicicletta reclinata, che per primo superò quello stabilito da Egg con 45,055 km. L'anno dopo le reclinate furono escluse dalle competizioni ufficiali e il record di Faure venne invalidato. Un altro storico record fu quello di Fausto Coppi che, nel 1942, in piena seconda guerra mondiale, al Velodromo Vigorelli di Milano fissò il primato a 45,798 chilometri. Pur migliorando il record precedente di soli 31 metri, il primato di Coppi durò ben 14 anni, e fu il francese Jacques Anquetil a infrangerlo. Tuttavia, in quello stesso anno, l'italiano Ercole Baldini riportò in Italia il record, pur essendo ancora dilettante.
Nel 1972 un altro grandissimo ciclista si cimentò in questa competizione, stabilendo un altro record longevo: fu il belga Eddy Merckx, che sfiorò la barriera dei 50 chilometri, fermandosi a 49,432 metri. Questa fu superata per la prima volta nel 1984 da Francesco Moser con l'utilizzo di una particolare bicicletta dotata di ruote lenticolari. Il record di Moser fu battuto dopo 9 anni da Graeme Obree, sconosciuto dilettante scozzese che divenne famoso proprio con questa impresa. Questo riaccese l'interesse sul record dell'ora e nel giro di pochi anni vi fu un susseguirsi di record da parte dei migliori specialisti del tempo, da Miguel Indurain e Tony Rominger fino a Chris Boardman, che nel 1996 fissò il record a 56,375 km.
Nel 2000 l'Unione Ciclistica Internazionale (UCI) decise di annullare i record ottenuti grazie a biciclette speciali, ovvero tutti i primati dal primo di Moser in poi, categorizzandoli come Miglior prestazione umana sull'ora, tornando a considerare "Record dell'ora" valido quello di Merckx del 1972. Fu così che Boardman, che stava per ritirarsi, decise nel 2000 di compiere un nuovo tentativo con una bicicletta tradizionale, riappropriandosi del record dell'ora ufficiale con 49,441 chilometri (solo 9 metri in più di Merckx). Questa prestazione fu poi battuta inaspettatamente nell'estate del 2005 dal poco conosciuto ceco Ondřej Sosenka, che portò il record a 49,700 km.
Nel 2014 l'UCI fece una parziale retromarcia consentendo l'utilizzo di biciclette per la pista, e il record dell'ora tornò a suscitare l'interesse dei ciclisti, tanto che in un anno ci furono sette tentativi e quattro miglioramenti. Il 18 settembre 2014 il quarantatreenne tedesco Jens Voigt batté il record precedente con 51,115 km nel velodromo svizzero di Grenchen, ma appena un mese dopo, il 30 ottobre 2014, ad Aigle venne superato da Matthias Brändle, che arrivò a percorrere 51,852 km. Il 30 gennaio 2015 fu invece Jack Bobridge a provarci al Darebin International Sports Center di Melbourne, ma il chilometraggio si fermò a 51,300 km, insufficienti per battere il record precedente.
Bastò attendere poco per il nuovo record; l'8 febbraio fu ancora un australiano a provarci: nuovamente nel velodromo svizzero di Grenchen, Rohan Dennis, fresco vincitore del Tour Down Under 2015, riuscì ad arrivare a 52,491 km. Successivamente fallirono l'olandese Thomas Dekker, fermatosi a 52,221 km, e lo svedese Gustav Larsson, che percorse solamente 50,016 km. Il 2 maggio il britannico Alex Dowsett migliorò il record sul velodromo di Manchester con 52,937 km, ma il suo primato durò poco, dal momento che il 7 giugno il suo connazionale Sir Bradley Wiggins fece suo il record dell'ora percorrendo nel velodromo olimpico Lee Valley VeloPark di Londra 54,526 km, battendo la prestazione di Dowsett di ben 1.589 metri. Il 16 aprile 2019, in Messico, il belga Victor Campenaerts riuscì a superare il limite dei 55 km, portando il record a 55,089 km e migliorando la prestazione di Wiggins di 563 metri. Il 19 agosto 2022 l'inglese Daniel Bigham ha ulteriormente migliorato il record coprendo una distanza complessiva di 55,548 km sul velodromo di Grenchen, in Svizzera.
L'8 ottobre 2022 il record dell'ora ufficiale e la Migliore prestazione umana sull'ora sono stati unificati dall'italiano Filippo Ganna, l'attuale detentore, che a Grenchen, in Svizzera, ha battuto entrambi i primati coprendo una distanza complessiva di 56,792 km.

## Descrizione

### Tecnologia

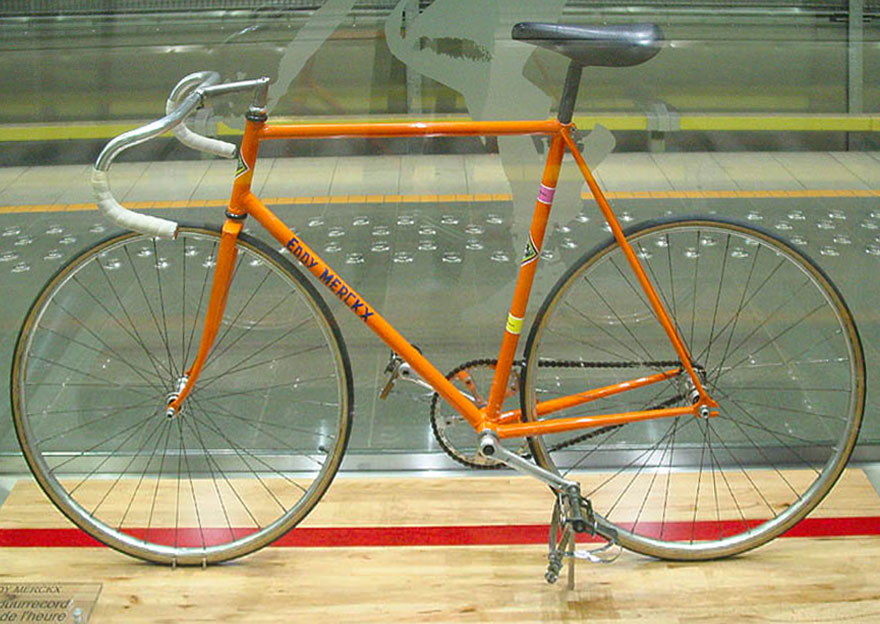
La Mexico Oro, la bicicletta marchiata Colnago con la quale Eddy Merckx stabilì il Record dell'ora il 25 ottobre 1972

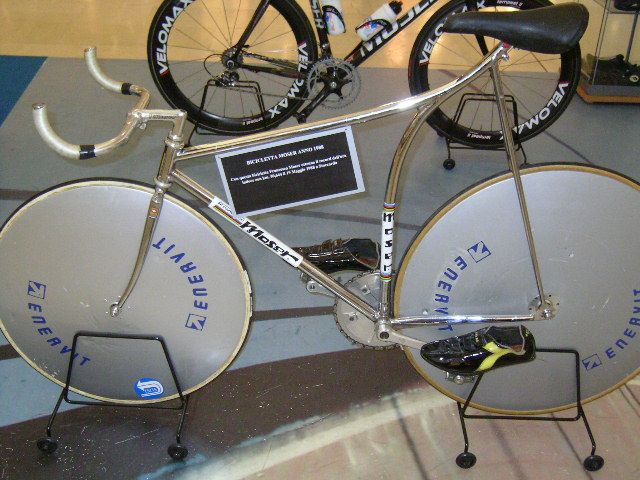
La speciale bicicletta con la doppia ruota lenticolare usata da Francesco Moser per il record dell'ora del 1984

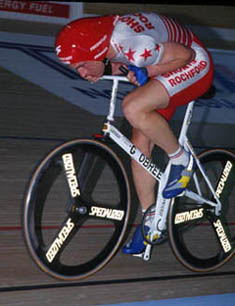
Graeme Obree e la sua bicicletta con doppia ruota a razze per il suo record dell'ora

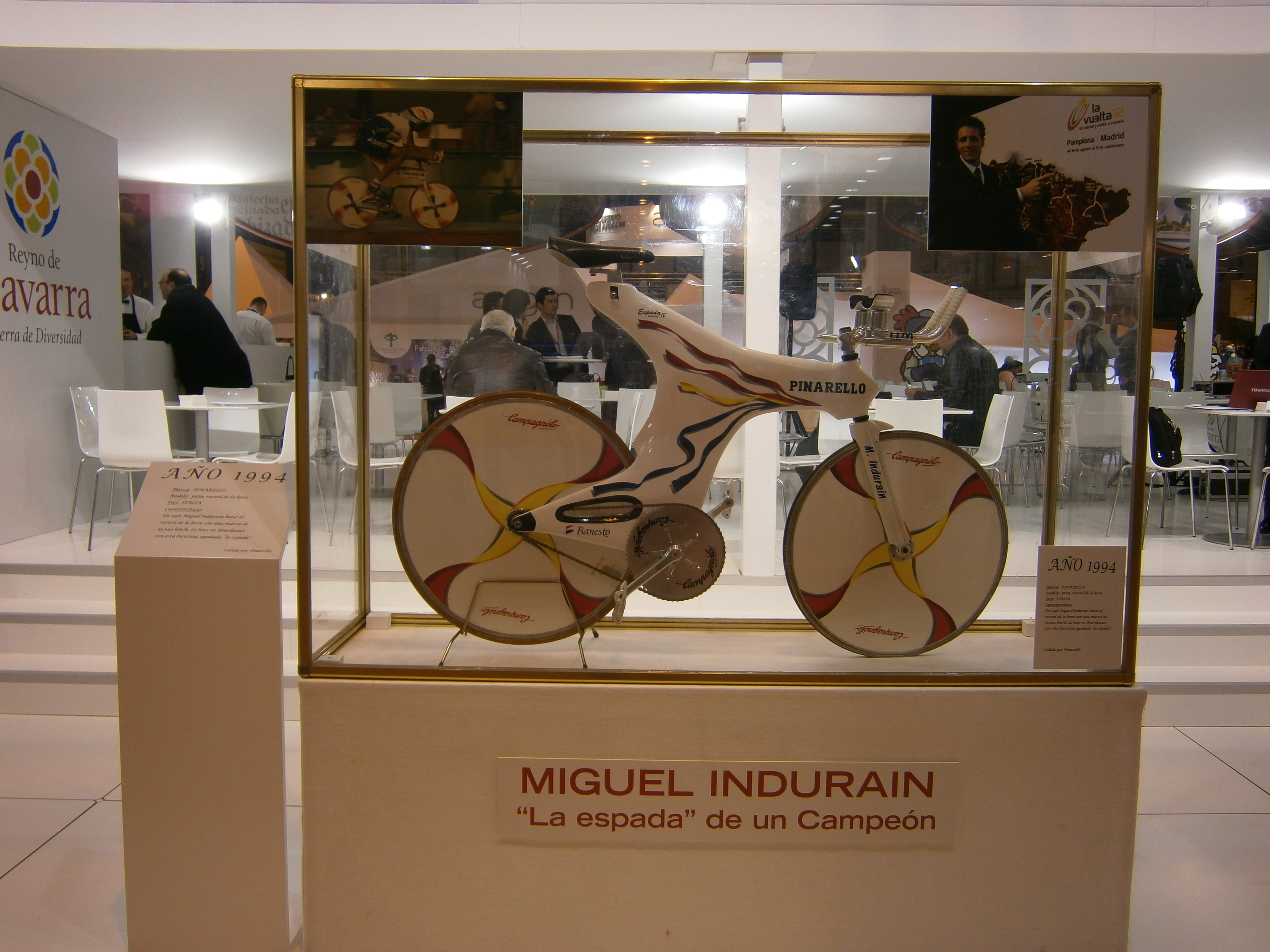
La Pinarello Espada IV, quarta versione del modello utilizzato da Miguel Indurain per il record dell'ora

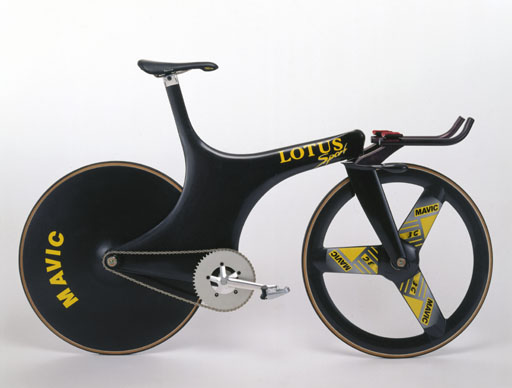
La bicicletta utilizzata da Chris Boardman nel 1996

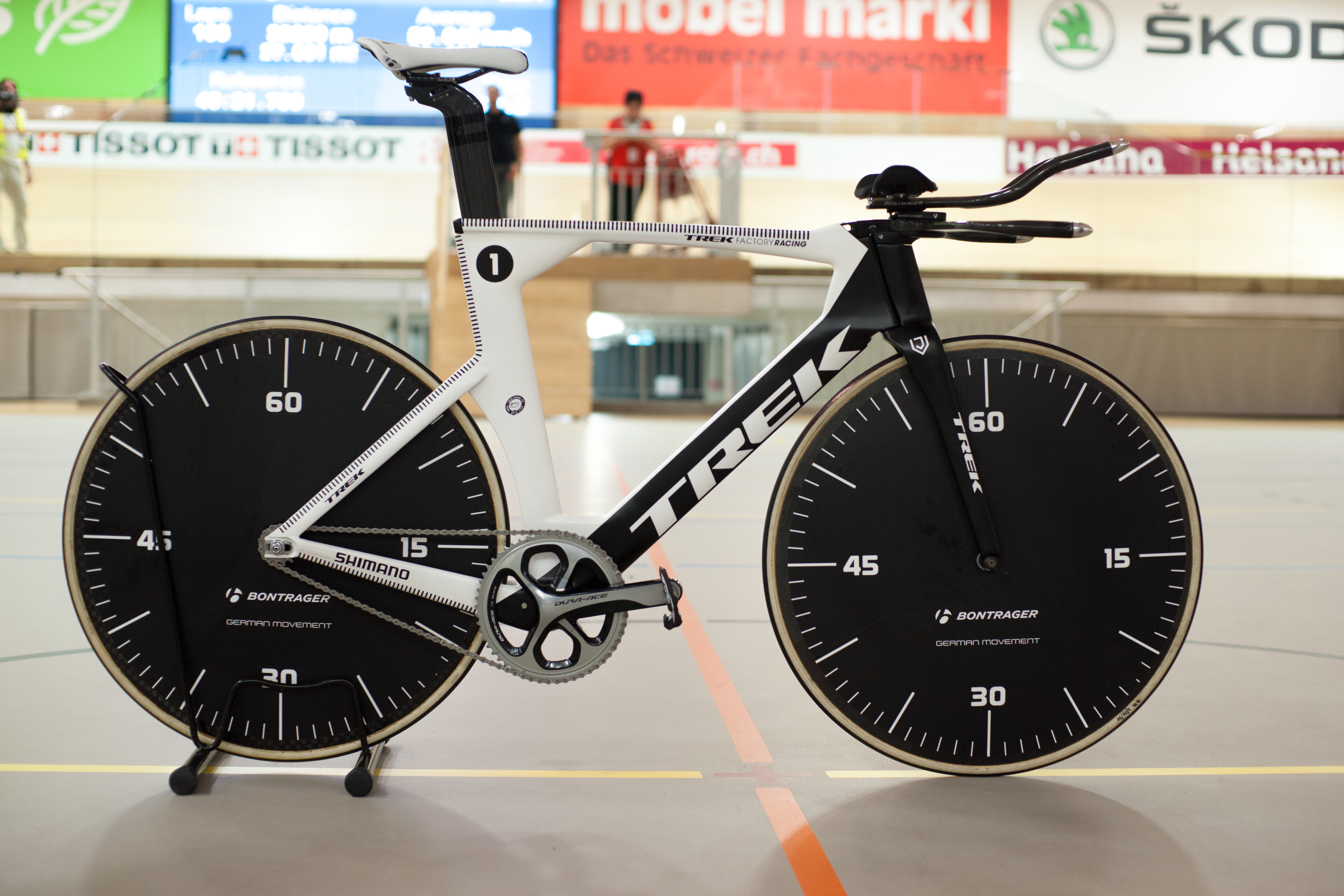
La bicicletta utilizzata da Jens Voigt nel 2014

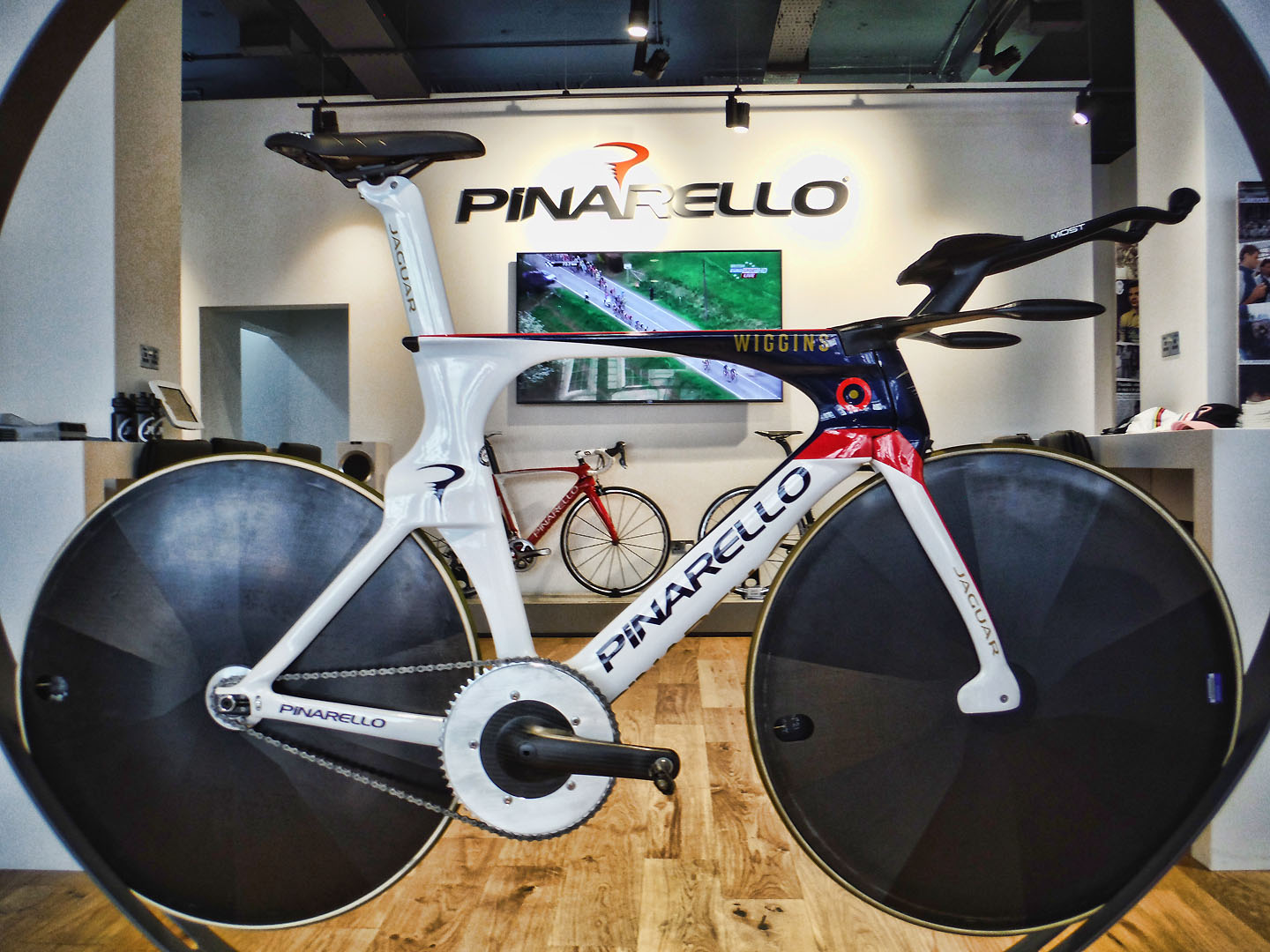
La bicicletta utilizzata da Bradley Wiggins nel 2015

Fino agli anni settanta i corridori che affrontavano la prova del record dell'ora utilizzavano normali biciclette da pista. Con il record di Eddy Merckx il record dell'ora iniziò a diventare anche un campo sul quale sperimentare nuovi ritrovati della ricerca tecnologica: per il campione belga il famoso costruttore Ernesto Colnago realizzò una bici superleggera dal peso di poco più di 5 chilogrammi, in cui persino le maglie della catena erano traforate per risparmiare qualche grammo in più. In verità, la bicicletta utilizzata da Eddy Merckx non era adatta per il record dell'ora: in pianura, infatti, il peso della bicicletta è un fattore trascurabile. Invece è molto importante, oltre all'aerodinamica, che il telaio sia rigido, in modo da non flettersi sotto la spinta del ciclista. Purtroppo, la bicicletta usata da Merckx era assai cedevole, tanto che l'atleta dovette limitare la spinta in partenza per non piegare il telaio in modo permanente. Una bicicletta del genere, flettendosi a ogni pedalata, fece disperdere una quota significativa di energia a Eddy Merckx.
In seguito si usarono i tentativi di record per sperimentare idee sempre più innovative: per Moser, nel 1984, fu costruita una bicicletta con le "ruote lenticolari", cioè a disco pieno invece che a raggi, usato in quell'occasione per la prima volta, e vari altri accorgimenti tecnologici (questa bicicletta è esposta oggi nel Museo del ciclismo presso la Madonna del Ghisallo). La bicicletta di Moser, con un peso pari a quella usata da Coppi, si differenziava per l'importanza data all'aerodinamica, unita a una struttura rigida. Moser fu seguito anche da un'équipe medica, che curò in modo speciale la sua preparazione fisica. Addirittura clamorosa fu l'invenzione di Graeme Obree nel 1993: egli batté il record di Moser con una bicicletta di forma radicalmente diversa da quelle tradizionali, che gli permetteva di assumere una posizione "a uovo" particolarmente favorevole dal punto di vista aerodinamico. Obree ideò da solo questa bicicletta e la costruì con le sue mani, affermando persino di aver utilizzato dei pezzi della lavatrice di casa sua.
L'UCI omologò il suo record, ma dopo che anche Moser utilizzò una bicicletta di questo tipo per tentare di riprendersi il record (non vi riuscì, ma migliorò il suo primato di 10 anni prima), ne vietò l'ulteriore utilizzo. I record successivi vennero stabiliti con biciclette di foggia più simile a quella tradizionale, ma sempre con innovative soluzioni tecnologiche, in particolare con manubri "da triathlon" di diversi tipi, che consentono al ciclista di tenere una posizione più distesa in modo da favorire la penetrazione aerodinamica. Anche questi manubri furono vietati dall'UCI nel 2000 per il record dell'ora, ma rimasero consentiti nelle corse a cronometro su strada e nel 2014 sono stati riammessi nei tentativi di record dell'ora.
Un altro campo di sperimentazione è stato l'utilizzo di velodromi in altura, dove l'aria rarefatta offre una resistenza minore rispetto a quella presente al livello del mare: tra gli anni settanta e ottanta diversi record vennero stabiliti a Città del Messico, a oltre 2000 metri di altitudine. La rarefazione dell'aria però ha anche un effetto sfavorevole, poiché incide negativamente sulla respirazione del corridore: per questo motivo in seguito si è ritornati a effettuare i tentativi di record in velodromi a livello del mare, come quello di Manchester.

## Albo d'oro

### Uomini

#### Record dell'ora
| Atleta                    | Distanza  | Luogo             | Data              |
| ------------------------- | --------- | ----------------- | ----------------- |
| Henri Desgrange           | 34,104 km | Parigi            | 11 maggio 1893    |
| Jules Marie Dubois        | 38,220 km | Parigi            | 31 ottobre 1894   |
| Oscar Van Den Eynde       | 39,240 km | Parigi            | 30 luglio 1897    |
| William (Willie) Hamilton | 40,781 km | Denver            | 9 luglio 1898     |
| Lucien Petit-Breton       | 41,110 km | Parigi            | 24 agosto 1905    |
| Marcel Berthet            | 41,520 km | Parigi            | 20 giugno 1907    |
| Oscar Egg                 | 42,122 km | Parigi            | 22 agosto 1912    |
| Marcel Berthet            | 42,741 km | Parigi            | 7 agosto 1913     |
| Oscar Egg                 | 43,525 km | Parigi            | 21 agosto 1913    |
| Marcel Berthet            | 43,775 km | Parigi            | 20 settembre 1913 |
| Oscar Egg                 | 44,247 km | Parigi            | 18 giugno 1914    |
| Jan Van Hout              | 44,588 km | Roermond          | 25 agosto 1933    |
| Maurice Richard           | 44,777 km | Sint-Truiden      | 29 agosto 1933    |
| Giuseppe Olmo             | 45,090 km | Milano            | 31 ottobre 1935   |
| Maurice Richard           | 45,325 km | Milano            | 14 ottobre 1936   |
| Frans Slaats              | 45,485 km | Milano            | 29 settembre 1937 |
| Maurice Archambaud        | 45,767 km | Milano            | 3 novembre 1937   |
| Fausto Coppi              | 45,798 km | Milano            | 7 novembre 1942   |
| Jacques Anquetil          | 46,159 km | Milano            | 29 giugno 1956    |
| Ercole Baldini            | 46,393 km | Milano            | 19 settembre 1956 |
| Roger Rivière             | 46,923 km | Milano            | 18 settembre 1957 |
| Roger Rivière             | 47,346 km | Milano            | 23 settembre 1958 |
| Ferdinand Bracke          | 48,093 km | Roma              | 30 ottobre 1967   |
| Ole Ritter                | 48,653 km | Città del Messico | 10 ottobre 1968   |
| Eddy Merckx               | 49,432 km | Città del Messico | 25 ottobre 1972   |
| Chris Boardman            | 49,441 km | Manchester        | 27 ottobre 2000   |
| Ondřej Sosenka            | 49,700 km | Mosca             | 19 luglio 2005    |
| Jens Voigt                | 51,115 km | Grenchen          | 18 settembre 2014 |
| Matthias Brändle          | 51,852 km | Aigle             | 30 ottobre 2014   |
| Rohan Dennis              | 52,491 km | Grenchen          | 8 febbraio 2015   |
| Alex Dowsett              | 52,937 km | Manchester        | 2 maggio 2015     |
| Bradley Wiggins           | 54,526 km | Londra            | 7 giugno 2015     |
| Victor Campenaerts        | 55,089 km | Aguascalientes    | 16 aprile 2019    |
| Dan Bigham                | 55,548 km | Grenchen          | 19 agosto 2022    |
| Filippo Ganna             | 56,792 km | Grenchen          | 8 ottobre 2022    |

#### Miglior prestazione umana sull'ora
| Atleta          | Distanza  | Luogo             | Data             |
| --------------- | --------- | ----------------- | ---------------- |
| Francesco Moser | 50,808 km | Città del Messico | 19 gennaio 1984  |
| Francesco Moser | 51,151 km | Città del Messico | 23 gennaio 1984  |
| Graeme Obree    | 51,596 km | Hamar             | 17 luglio 1993   |
| Chris Boardman  | 52,270 km | Bordeaux          | 23 luglio 1993   |
| Graeme Obree    | 52,713 km | Bordeaux          | 27 aprile 1994   |
| Miguel Indurain | 53,040 km | Bordeaux          | 2 settembre 1994 |
| Tony Rominger   | 53,832 km | Bordeaux          | 22 ottobre 1994  |
| Tony Rominger   | 55,291 km | Bordeaux          | 5 novembre 1994  |
| Chris Boardman  | 56,375 km | Manchester        | 6 settembre 1996 |
| Filippo Ganna   | 56,792 km | Grenchen          | 8 ottobre 2022   |

### Donne

#### Record dell'ora
| Atleta                      | Distanza  | Luogo             | Data              |
| --------------------------- | --------- | ----------------- | ----------------- |
| Tamara Novikova             | 38,473 km | Irkutsk           | 7 luglio 1955     |
| Renée Vissac                | 38,569 km | Milano            | 18 ottobre 1957   |
| Mildred Robinson            | 39,718 km | Milano            | 25 settembre 1958 |
| Elsy Jacobs                 | 41,347 km | Milano            | 9 novembre 1958   |
| Maria Cressari              | 41,471 km | Città del Messico | 25 novembre 1972  |
| Keetie van Oosten-Hage      | 43,082 km | Monaco            | 16 settembre 1978 |
| Anna Millward               | 43,501 km | Melbourne         | 18 dicembre 2000  |
| Jeannie Longo               | 44,767 km | Città del Messico | 5 novembre 2000   |
| Jeannie Longo               | 45,094 km | Città del Messico | 7 dicembre 2000   |
| Leontien van Moorsel        | 46,065 km | Città del Messico | 1º ottobre 2003   |
| Molly Shaffer Van Houweling | 46,274 km | Aguascalientes    | 12 settembre 2015 |
| Bridie O'Donnell            | 46,882 km | Adelaide          | 22 gennaio 2016   |
| Evelyn Stevens              | 47,980 km | Colorado Springs  | 27 febbraio 2016  |
| Vittoria Bussi              | 48,007 km | Aguascalientes    | 13 settembre 2018 |
| Joscelin Lowden             | 48,405 km | Grenchen          | 30 settembre 2021 |
| Ellen van Dijk              | 49,254 km | Grenchen          | 23 maggio 2022    |
| Vittoria Bussi              | 50,267 km | Aguascalientes    | 13 ottobre 2023   |
| Vittoria Bussi              | 50,445 km | Aguascalientes    | 10 maggio 2025    |

#### Miglior prestazione umana sull'ora
| Atleta           | Distanza  | Luogo             | Data              |
| ---------------- | --------- | ----------------- | ----------------- |
| Jeannie Longo    | 44,770 km | Colorado Springs  | 20 settembre 1986 |
| Jeannie Longo    | 44,933 km | Colorado Springs  | 23 settembre 1987 |
| Jeannie Longo    | 46,352 km | Città del Messico | 1º ottobre 1989   |
| Catherine Marsal | 47,112 km | Bordeaux          | 29 aprile 1995    |
| Yvonne McGregor  | 47,411 km | Manchester        | 17 giugno 1995    |
| Jeannie Longo    | 48,159 km | Città del Messico | 26 ottobre 1996   |
| Joscelin Lowden  | 48,405 km | Grenchen          | 30 settembre 2021 |
| Ellen van Dijk   | 49,254 km | Grenchen          | 23 maggio 2022    |
| Vittoria Bussi   | 50,267 km | Aguascalientes    | 13 ottobre 2023   |
| Vittoria Bussi   | 50,445 km | Aguascalientes    | 10 maggio 2025    |